# تياغو دو فايل
تياغو دو فايل (بالبرتغالية: Tiago do Vale‏) هو مهندس معماري برتغالي، ولد في 4 أغسطس 1978 في البرتغال.